# Tripsacum jalapense
Tripsacum jalapense là một loài thực vật có hoa trong họ Hòa thảo. Loài này được De Wet & Brink miêu tả khoa học đầu tiên năm 1983.